# Bajrasokah
Bajrasokah is een bestuurslaag in het regentschap Sampang van de provincie Oost-Java, Indonesië. Bajrasokah telt 2053 inwoners (volkstelling 2010).